# Nikolai Alexejewitsch Miljutin

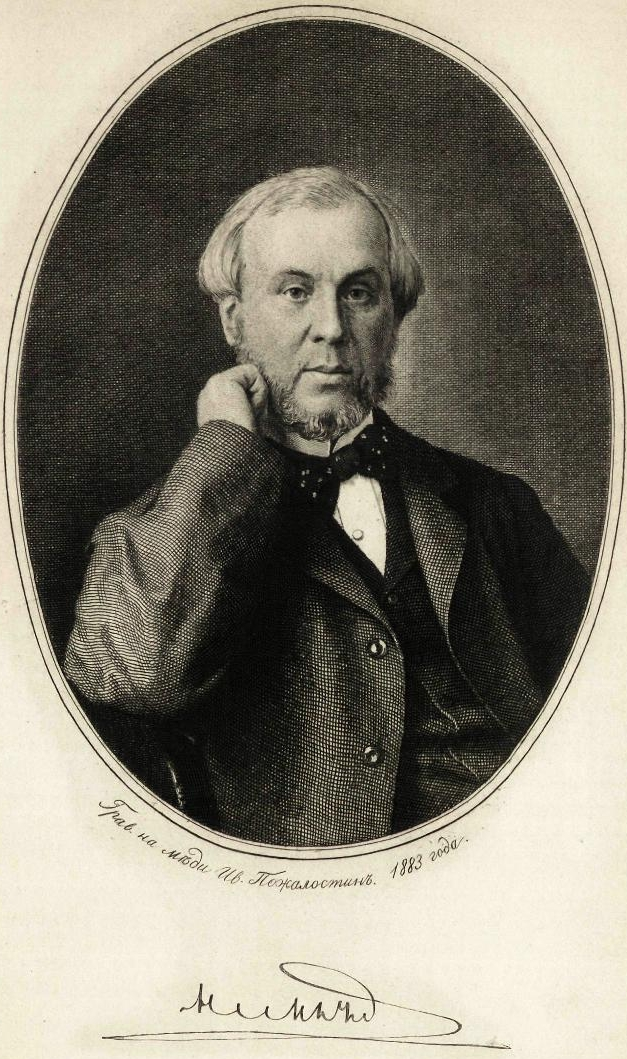
Nikolai Miljutin

Nikolai Alexejewitsch Miljutin (russisch Николай Алексеевич Милютин, wiss. Transliteration Nikolaj Alekseevič Miljutin; * 6. Junijul. / 18. Juni 1818greg. in Moskau; † 26. Januarjul. / 7. Februar 1872greg. ebenda) war ein russischer Politiker, der vor allem als Chefarchitekt der großen liberalen Reformen unter Alexander II. bekannt wurde, darunter die Aufhebung der Leibeigenschaft und die Schaffung der Zemstva.

## Leben und Werk
Miljutin war Neffe des Grafen Pawel Kisseljow, eines einflussreichen russischen Reformers in der Zeit der reaktionären Herrschaft Nikolaus I. Seine Brüder waren Wladimir Miljutin (1826–1855), ein Sozialreformer und Journalist, und Dmitri Miljutin, späterer Kriegsminister und einer der großen militärischen Führer in Russland im 19. Jahrhundert.
Nikolai schloss sein Studium an der Moskauer Universität ab und begann seine Arbeit im Innenministerium 1835. Als Mann, der liberale Ideen wie die der Slawophilen vertrat, half der junge Miljutin bei der Reform der Kommunaladministration von Sankt Petersburg, Moskau und Odessa in den 1840er Jahren. In seiner Stellung als stellvertretender Minister des Inneren seit 1859 gelang es ihm, seine Vision einer ambitionierten liberalen Reform gegen die Widerstände von Konservativen und verärgerten Adeligen durchzusetzen. Das Emancipation Manifesto von 1861 war großteils sein Entwurf.
Während des Januaraufstands wurde er nach Polen entsandt, um dort die Reformen umzusetzen. Er entwickelte ein umfangreiches Programm der Russifizierung, das die Abschaffung der Leibeigenschaft auf Kosten der polnisch-nationalistischen Landbesitzer beinhaltete, außerdem den Ausschluss von katholischen Priestern aus polnischen Schulen.
Miljutin trat 1866 von seinem Amt zurück, nachdem er einen Schlaganfall erlitten hatte, und verbrachte den Rest seines Lebens zurückgezogen.